# Вернон Ли
Вернон Ли (англ. Vernon Lee, настоящее имя Вайолет Пейджет, англ. Violet Paget; 1856, Булонь-сюр-Мер, Франция — 1935, Флоренция, Италия) — английская писательница, переводчица, автор многочисленных эссе об искусстве. Наиболее известна фантастическими рассказами и работами по теории эстетики.

## Биография
Вернон Ли родилась 14 октября 1856 года в Булонь-сюр-Мер во Франции в космополитной интеллектуальной семье. Её родители Генри Фергюсон Пейджит и Матильда Ли-Гамильтон были британскими экспатриантами. Поэт Юджин Ли Гамильтон был её единоутробным братом (сыном её матери от первого брака). Именно его имени Ли обязана своим псевдонимом. Гамильтон так же повлиял на возникновение у неё увлечения классическим искусством, в изучении которого, впоследствии, она достигла высокого мастерства и даже признания со стороны научного сообщества. Большую часть детства и юношества Ли с родителями провела в континентальной Европе (Италии, Франции, Германии, Швейцарии). По этой причине она свободна говорила на языках этих стран. Впервые она посетила Англию только в 1862 году, когда её семья проводила лето на острове Уайт.
В 1870 году состоялась её первая публикация — рассказ «Приключения монеты», написанный на французском языке, был напечатан в швейцарском журнале «Семья» с подписью «мадемуазель В. П.». Однако, следующая её публикация «Исследования о восемнадцатом столетии в Италии» (1880) выходит под мужским псевдонимом Вернон Ли (под которым она и осталась известна на сегодняшний день). Причиной сокрытия женского имени стало желание быть воспринятой серьёзно в научных кругах. «Исследования о восемнадцатом столетии в Италии» (1880) — сборник эссе, посвящённых итальянской музыке и драматургии века Просвещения, нашли тёплый приём у интеллигенции. За ними последовала целая серия искусствоведческих работ: «Белькаро: Эссе о различных эстетических вопросах» (1881), «Эвфорион: Античность и Средневековье в эпоху Возрождения» (1884), «Ювенилия: Вторая серия эссе о различных эстетических вопросах» (1887), «Фантазии и исследования о Ренессансе» (1895), «Красота и уродство» и другие исследования в области психологической эстетики" (1912), «Прекрасное. Введение в психологическую эстетику» (1913).
Большую часть своей жизни Ли провела на вилле Villa il Palmerino, недалеко от Флоренции, которую ещё с 1889 арендовали её родители. В 1906 она приобрела её в частную собственность и жила там почти 30 лет. Начало Первой мировой войны застало её в Англии, где по причине военного положения она была вынуждена провести несколько лет. Проживая в Лондоне она активно пропагандировала пацифистские взгляды, что испортило её отношения с британскими друзьями, которые поддерживали войну. Там же она создала авангардное антивоенное произведение «Сатана-расточитель», включающее балет, театр теней и философские эссе.
Вернувшись в Италию в 1919 году, Ли застала страну в нищете и голоде. Хотя её вилла сохранилась в хорошем состоянии, Ли потребовалось время, чтобы вернуться к нормальной жизни. Она продолжила активно интересоваться международной политической жизнью и писать новые работы. До конца жизни она осталась убеждена в правоте своих взглядов и позиций.
Вернон Ли умерла в 1935 году во Флоренции.

## Творчество
За свою жизнь Ли написала более 30 книг, включающих сочинения различных жанров.
В числе прочего ей были написаны также рассказы, исторические романы, мистические истории. Самым известный её сборник это «Явления призраков: Фантастические истории» (1890), в который включена знаменитая новелла «Оук из Оукхерста». Другой её рассказ «Принц Алберик и Леди-змея» был напечатан в «Жёлтой книге». Часто в её беллетристике прослеживаются мотивы тревоги, преследования, обладания, напоминающие «антикварную» готику М. Р. Джеймса. Тем не менее в них заметен высокий интеллектуальный уровень автора и её образованность во многих сферах.
Большим мастерством так же отмечены её искусствоведческие исследования, написанные на широкий спектр тем — творчество Шекспира, культура Ренессанса и т. д. Не меньшей популярностью пользовались её многочисленные путевые заметки о путешествиях по странам Европы — Германии, Франции, Швейцарии.
Значительную часть в творчестве Ли занимаются эссе, посвящённые её личным рассуждениям о философских, культурных и политических проблемах. Так, например, «Сатана-расточитель» демонстрирует её категорическое неприятие войны, а «мисс Браун» высмеивает эстетические движения её времени.

## Личная жизнь
Вернон Ли была убеждённой феминисткой, и поэтому всю жизнь носила платья a proponent. Она также была ярой пацифисткой, сторонницей Атеистического движения и лесбиянкой.
Её связывали долгосрочные любовные отношения с Мэри Робинсон, британской писательницей Эми Леви, шотландской художницей Клементиной Анструтер-Томсон. Последняя часто и подолгу жила вместе с Ли на её вилле во Флоренции и была соавтором некоторых из её книг, например сборника эссе «Красота и уродство». В 1924 после смерти Клементины Ли издала все её сочинения отдельной книгой, названной «Искусство и человек: Эссе и фрагменты», к которой она сама написала предисловие.
В разные периоды своей жизни она так же дружила с другими известными интеллигентами своего времени — художником Джоном Сингером Сарджентом, (который написал её знаменитый портрет), художником Максвеллом Армфильдом, его женой Констанс Смедли, художником Телемако Синьорини, писателем Марио Працем и т. д. Помимо этого она была знакома с представителями английского эстетизма — Робертом Браунингом, Уильямом Моррисом, Уолтером Пейтером, Уильямом Майклом Россетти, Генри Джеймсом, Оскаром Уайльдом. Но симпатия к их идеям не помешала ей высмеять их кружок на страницах своего романа «Мисс Браун», что сильно испортило их отношения.

## Сочинения
- Studies of the Eighteenth Century in Italy (1880)
- Ottilie: An Eighteenth Century Idyl (1883)
- The Prince of the Hundred Soups: A Puppet Show in Narrative (1883)
- Belcaro, Being Essays on Sundry Aesthetical Questions (1883)
- The Countess of Albany (1884)
- Miss Brown (1884) роман
- Euphorion: Being Studies of the Antique and the Mediaeval in the Renaissance (1884)
- Baldwin: Being Dialogues on Views and Aspirations (1886)
- A Phantom Lover: A Fantastic Story (1886) (Новелла, также известна как Oke of Okehurst, Alice Oke)
- Juvenilia, Being a second series of essays on sundry aesthetical questions (1887)
- Hauntings. Fantastic Stories (1890)
- Vanitas: Polite Stories (1892)
- Althea: Dialogues on Aspirations & Duties (1894)
- Renaissance Fancies And Studies Being A Sequel To Euphorion (1895)
- Art and Life (1896)
- Limbo and Other Essays (1897)
- Genius Loci (1899) путевые заметки
- The Child In The Vatican (1900)
- In Umbria: A Study of Artistic Personality (1901)
- Chapelmaster Kreisler A Study of Musical Romanticists (1901)
- Penelope Brandling: A Tale of the Welsh Coast in the Eighteenth Century (1903)
- The Legend of Madame Krasinska (1903)
- Ariadne in Mantua: a Romance in Five Acts (1903)
- Hortus Vitae: Essays on the Gardening of life (1904)
- Pope Jacynth — And Other Fantastic Tales (1904)
- The Enchanted Woods (1905) эссе
- The Handling of Words and Other Studies in Literary Psychology (1906)
- Sister Benvenuta and the Christ Child, an eighteenth-century legend (1906)
- The Spirit of Rome (1906)
- Ravenna and Her Ghosts (1907)
- The Sentimental Traveller . Notes on Places (1908)
- Gospels of Anarchy & Other Contemporary Studies (1908)
- Laurus Nobili: Chapters on Art and Life (1909)
- In Praise of Old Gardens (1912) с другими
- Vital Lies: Studies of Some Varieties of Recent Obscurantism (1912).
- The Beautiful. An Introduction to Psychological Aesthetics (1913)
- The Tower of the Mirrors and Other Essays on the Spirit of Places (1914)
- Louis Norbert. A Twofold Romance (1914) роман
- The Ballet of the Nations. A Present-Day Morality (1915)
- Satan the Waster: A Philosophic War Trilogy (1920)
- Proteus or The Future Of Intelligence (1925)
- The Golden Keys (1925) эссе
- The Poet’s Eye (Hogarth Press, 1926)
- For Maurice. Five Unlikely Stories (1927)
- Music and its Lovers (1932)
- Snake Lady and Other Stories (1954)
- Supernatural Tales (1955)
- The Virgin of the Seven Daggers — And Other Chilling Tales of Mystery and Imagination (1962)